# Iwona Szewczyk
Iwona Szewczyk imię zakonne Felicyta (ur. 14 lutego 1970 w Kamiennej Górze) – polska malarka, zakonnica ze Zgromadzenia Sióstr św. Elżbiety.

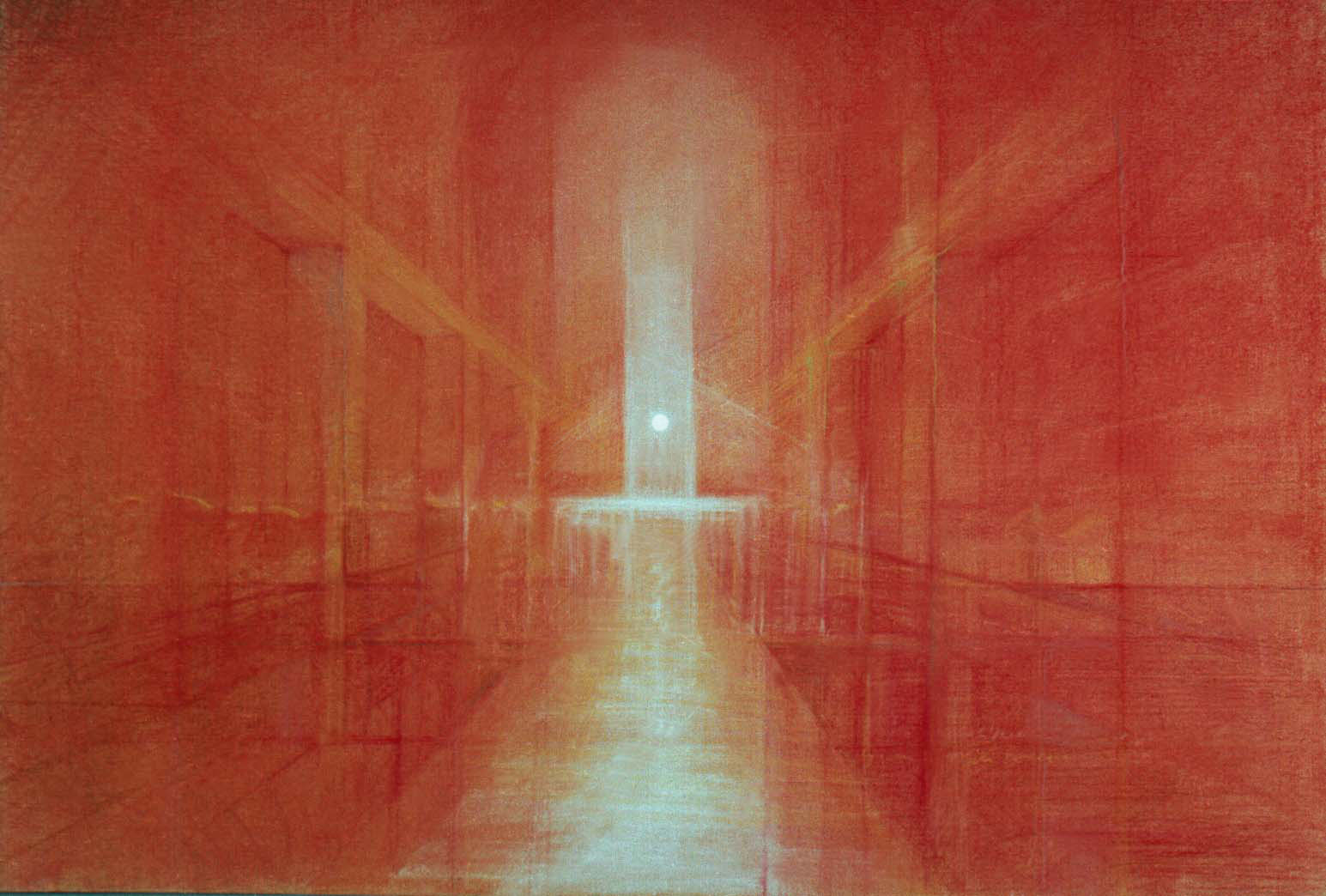
Obraz Agnus Dei /z cyklu Missa sine cantu/ pastel na kartonie, 2001

## Wykształcenie
Iwona Szewczyk w 1985 wstąpiła do Zgromadzenia Sióstr św. Elżbiety we Wrocławiu i rozpoczęła naukę w tamtejszym Państwowym Liceum Sztuk Plastycznych w klasie o profilu wystawienniczym. W 1990 obroniła pracę dyplomową, którą był projekt wolno stojącego elementu reklamującego Międzynarodowy Festiwal Chopinowski w Dusznikach-Zdroju. W latach 1994–1999 odbyła studia na Akademii Sztuk Pięknych we Wrocławiu, na wydziale malarstwa. W maju 1999 złożyła egzamin magisterski i dyplomowy z malarstwa pod kierunkiem prof. Andrzeja Klimczaka-Dobrzanieckiego. Towarzyszyła temu wystawa w zabytkowych salach wrocławskiego Muzeum Archidiecezjalnego, zatytułowana „Zmartwychwstanie – Tajemnica Wiary”. W latach Iwona Szewczyk 2001-2006 odbyła studia na Uniwersytecie Mikołaja Kopernika w Toruniu na Wydziale Sztuk Pięknych na kierunku konserwacja i restauracja dzieł sztuki.
Jeszcze w czasie studiów i już po ich zakończeniu pracowała nad malarstwem ściennym w kaplicach we Wrocławiu, Krzeszowie, Lesznie, Śremie i Kownie. Namalowała obraz beatyfikacyjny Marii Merkert.
Aktualnie Iwona Szewczyk zajmuje się malarstwem sztalugowym i ściennym oraz konserwacją zabytków.

## Nagrody
Iwona Szewczyk brała także udział w międzynarodowym konkursie zorganizowanym przez angielską firmę Winsor & Newton, pt. „Nasz Świat w roku 2000” („Our World in 2000”), gdzie otrzymała główną nagrodę w polskiej edycji konkursu. Zaowocowało to wystawami pokonkursowymi w Londynie, Sztokholmie, Brukseli i Nowym Jorku. W listopadzie 2000 otrzymała drugą nagrodę na ogólnopolskim konkursie „Sacrum dzisiaj”, który odbył się w Kielcach.

## Technika
Obok malarstwa sztalugowego, ściennego i monotypii, Iwona Szewczyk zajmuje się także ilustracją książkową i projektowaniem znaków graficznych.